# Reaktory BORAX
Experimentální série reaktorů zvaná BORAX vznikla v národním výzkumném středisku Argonne National Laboratory v Idaho. Testy se zabývaly bezpečnostními experimenty na varných tlakovodní reaktorech BWR. Během výzkumu vzniklo několik typů, avšak reaktor typu BORAX – III jako první ve spojených státech dokázal napájet elektřinou nedaleké město a to v roce 1955.

## Vývoj reaktorů typu BORAX
Reaktory ze série BORAX spadají do skupiny varných vodních reaktorů BWR neboli boiling water reactors. Tyto reaktory se vyznačují tím, že mají pouze primární okruh, ve kterém dochází k varu vody a tvorbě páry, která následně pohání turbínu, poté voda putuje do kondenzátoru, kde zkondenzuje, a pokračuje znovu do reaktoru.
Série experimentálních reaktorů BORAX byla klíčová pro vývoj a zlepšení bezpečnosti jaderných reaktorů typu BWR. Výsledky experimentů s reaktory BORAX přispěly k hlubšímu porozumění dynamiky a chování reaktorů při různých provozních podmínkách, což vedlo ke zvýšení bezpečnosti a efektivity moderních jaderných reaktorů.
Díky těmto experimentálním poznatkům jsou současné varné vodní reaktory provozovány s vyšší spolehlivostí a bezpečností. Výsledky získané ze série BORAX nadále ovlivňují konstrukční a provozní praxi v oblasti jaderné energetiky.

## BORAX – I.[1]
V roce 1953 byl postaven první reaktor ze série BORAX, nazvaný BORAX-I. Jeho cílem bylo experimentálně určit samolimitující charakteristiky vodou chlazených reaktorů a provozní charakteristiky varných reaktorů. Kvůli absenci zastřešení se experimenty musely provádět pouze v letních měsících. Experimenty prokázaly, že tvorba páry je účinný, spolehlivý a rychlý způsob omezení výkonu. Při správném návrhu reaktoru lze dosáhnout ochrany před náhlými změnami v aktivní zóně. Tvorba páry v primárním okruhu představuje všudypřítomný mechanismus pro omezení výkonu.
Výsledkem prováděných experimentů na reaktoru BORAX – I byla ukázka cesty tvorby bezpečných a ekonomických reaktorů pomocí minimalizace rizik. Zjednodušení konstrukce reaktorů a snížení teplotních nároků na materiály.
Reaktor BORAX – I byl zničen v červenci roku 1954 při destruktivní zkoušce. Očekávalo se , že během zkoušky se roztaví pouze několik palivových desek, ovšem roztavila se veliká část aktivní zóny. A právě data z tohoto experimentu vedla k tvorbě lepších matematických modelů a odhalení důležitých principů pro bezpečnost u budoucích reaktorů.

## BORAX – II.[2]
BORAX – II vznikl roku 1954 jako náhrada za BORAX - I a jeho účelem bylo zjištění možnosti existence periodicky pracujícího energetického reaktory, který by byl schopen pracovat na varném principu. Použité palivo byl obohacený 235U v palivových deskách a výkon byl použit k vaření vody při 2 tlaku 300 psi což jsou přibližně 2,07 MPa. Výkon reaktoru byl stanoven na 6,4 MW avšak k reaktoru nebyla připojena žádná turbína, tudíž se nevyráběla ani žádná elektřina.
V roce 1955 byla připojena k reaktoru turbína, což dokázalo, že znečištění turbíny nebude v budoucnosti u BWR reaktorů větší problém.

## BORAX – III.[3]
S ohledem na data zjištěná v předchozích dvou experimentech byl v březnu roku 1955 zahájen program BORAX – III, ve kterém byl k reaktoru připevněn turbínový generátor o výkonu 2000 kW.
17. července 1955 dokázala elektřina vyrobená z provozu BORAX – III pokrýt energetickou potřebu nedalekého města Arco a tímto se stal experiment BORAX – III první jadernou elektrárnou, která dokázala pohánět celé město.

## BORAX – IV.[4]
Reaktor typu BORAX – IV byl spuštěn v prosinci roku 1956, jeho výkon činil 20 MW, pracoval při tlaku 300 psi a byl schopen vyrobit 2,5 MW elektřiny. Cílem projektu bylo testování palivových článků s vysokou tepelnou kapacitou vyrobených z keramiky a uranu a thoria. Experiment ukázal schopnost dlouhodobého bezpečného fungování reaktoru i při poruchách pláště.
Reaktor BORAX – IV fungoval do června 1958.

## BORAX – V.[5]
Projekt BORAX – V měl za cíl dokázat schopnost jaderných varných reaktorů pracovat s vyšší teplotou přehřáté páry a to za účel snížení opotřebení turbíny mokrou párou. Z tohoto důvodu byl do systému zaveden integrační přehřívací systému pro páru. Ten zvýšil teplotu nasycené páry v aktivní zóně z 254 °C na 454 °C a zvýšení tlaku v místě přehřátí na 4,14 MPa. Motivace experimentu byla snížení nákladů na jadernou energie, provoz reaktoru probíhal úspěšně až do srpna roku 1968.

### Zdroje
1. Y. I. C. Charles E. Till, Light Water Reactor Technology Development, Argonne National Laboratory, 2011.
2. N. E. Division, „Nuclear Engineering Division,“ Argonne, 19 Září 2019. https://www.ne.anl.gov/About/reactors/lwr3.shtml.
3. T. E. o. E. Britannica, „Britannica,“ Britannica, 28 říjen 2024. https://www.britannica.com/event/Manhattan-Project.
4. P. nuclear.pl., „POWER CONNECT,“ Portal nuclear.pl., 2020 - 2024. https://nuclear.pl/energetyka,pierwsze,pierwsze-reaktory,0,0.html.